# Niphotragulus machadoi
Niphotragulus machadoi är en skalbaggsart som beskrevs av Stefan von Breuning 1970. Niphotragulus machadoi ingår i släktet Niphotragulus och familjen långhorningar.
Artens utbredningsområde är Angola. Inga underarter finns listade i Catalogue of Life.